# Intel Core i3
Intel Core i3 — сімейство процесорів x86-64 від Intel, спрощена версія Intel Core i5. Назва Core i3 нічого не означає, вона лиш продовжує серію брендів Core 2 і Core. Офіційно процесори цього сімейства оголошені у продаж з 7 січня 2010 року.

## Загальна характеристика
Позиціонуються як процесори початкового і середнього рівня ціни і потужності. В новому модельному ряду замінили морально застарілі Core 2 Duo на архітектурі Intel Core 2.
Мають вбудований графічний процесор і вбудований контролер пам'яті. Процесори Core i3 з'єднуються із чипсетом через шину DMI або DMI 2.0. Підтримують інструкції — MMX, SSE, SSE2, SSE3, SSSE3, SSE4.1, SSE4.2. Підтримують технології — Enhanced Intel SpeedStep Technology (EIST), Intel 64, XD bit (an NX bit implementation), Intel VT-x, Smart-Cache, а також технологію Hyper-threading, через що операційна система розпізнає даний двопроцесорний процесор, як чотирипроцесорний.
Третє покоління Core i3 на базі мікроархітектури Ivy Bridge було представлено у серпні 2012 року.